# David Levi
David Levi (Chieri, 6 novembre 1816 – Torino, 24 ottobre 1898) è stato un poeta, patriota e politico italiano.

## Biografia
Appartenente a un'agiata famiglia di religione ebraica, nipote di David Emanuel Levi, frequentò il collegio ebraico di Vercelli, in quanto nel Regno di Sardegna ai non cattolici era precluso l'accesso alle scuole pubbliche. Era cugino di Cesare Lombroso. Nel 1836 iniziò gli studi universitari prima all'Università di Parma, poi all'Università di Pisa, dove strinse amicizia con Giuseppe Montanelli, il quale lo introdusse fra l'altro alla conoscenza del Sansimonismo. Nel 1837, a Livorno, fu affiliato alla massoneria. Conseguì infine la laurea in giurisprudenza all'Università di Siena.
Nel 1841 si recò all'estero in esilio volontario: prima a Ginevra, dove conobbe alcuni mazziniani, poi a Lione e infine a Parigi, dove entrò in contatto con numerosi patrioti italiani esuli in Francia, fra cui Giuseppe Ricciardi e Terenzio Mamiani. Si avvicinò inoltre al pensiero utopico socialista. Alla fine del 1842 si recò a Londra, dove incontrò Mazzini, il quale gli affidò alcuni messaggi riguardanti la spedizione dei fratelli Bandiera in Calabria. Dopo il fallimento della spedizione si ritirò per qualche tempo dall'impegno politico attivo, dedicandosi alla poesia: scrisse un canto sulla morte dei fratelli Bandiera e abbozzò Il profeta, il suo capolavoro letterario.
Nel pensiero politico di Levi, a partire dal 1847, si verificò un'inversione di rotta, da posizioni repubblicane e socialiste a posizioni patriottiche e liberaldemocratiche, sintetizzato da Luigi Bulferetti come «il passaggio dal volontarismo socialistico al democraticismo borghese» e da Cantimori come «liberalismo massonico». Levi rientrò in Piemonte e accettò la dinastia sabauda avvicinandosi alle posizioni della futura "Società Nazionale", pur continuando a trattare negli scritti la questione sociale e l'emancipazione dei ceti popolari. Nel 1859 divenne segretario del Grande Oriente Italiano, la massoneria fondata quell'anno a Torino come fiancheggiatrice della Società Nazionale, e stilò un programma secondo il quale compito della massoneria era la realizzazione di riforme sociali e politiche di carattere progressista. Sedette al Parlamento sui banchi della Sinistra dal 1860 al 1880, tranne il periodo della IX legislatura (dal 1865 al 1867). Difensore dei diritti delle minoranze religiose nei confronti della Chiesa cattolica, nel 1869, in concomitanza con l'apertura del Concilio Vaticano I, fu con Giuseppe Ricciardi uno degli organizzatori dell'Anticoncilio di Napoli.

## Scritti
- David Levi, Il profeta, o La passione di un popolo: dramma, Torino: Società tipografica editrice, 1866 (on-line)
- David Levi, Questione romana. Democrazia e papismo, Milano: Presso Levino Robecchi, 1863  (on-line)
- David Levi, Lo Stato in Italia, Roma: Stab. Civelli, 1878
- David Levi, Ausonia, Vita d'Azione (dal 1848 al 1870), Loescher, Torino, 1882
- David Levi, La mente di Michelangelo, Milano: G. Bringola di G. Ottino e C., 1883
- David Levi,  Giordano Bruno, o La religione del pensiero : l'uomo, l'apostolo e il martire, Torino: libreria-editrice Carlo Triverio, 1887